# Renata Koch
Renáta Koch (* 1985 in Baja) ist eine ehemalige ungarische Triathletin und Duathletin.

## Werdegang
Renáta Koch wurde im Juli 2002 Siebte bei der Triathlon-Europameisterschaft der Junioren und 2003 konnte sie sich auf den sechsten Rang verbessern.
2003 wurde sie Duathlon-Europameisterin und im Mai 2004 wurde sie in Belgien Duathlon-Weltmeisterin bei den Juniorinnen.
2007 wurde sie Vize-Europameisterin Triathlon U23. Bei der Triathlon-Weltmeisterschaft erreichte sie in der Klasse U23 im August 2007 den dritten Rang.
2013 musste Renáta Koch ihre Karriere gesundheitsbedingt beenden.

## Sportliche Erfolge
| Datum/Jahr    | Rang | Wettbewerb                                       | Austragungsort | Zeit     | Bemerkung |
| ------------- | ---- | ------------------------------------------------ | -------------- | -------- | --- |
| 26. Aug. 2012 | 1    | Mondsee-Triathlon                                | Mondsee        | 02:02:35 | |
| 23. Juli 2012 | 2    | Mostiman Triathlon                               | Wallsee        | 02:05:42 | Zweite hinter Lisa Hütthaler |
| 16. Juni 2012 | 3    | Vienna City Triathlon                            | Wien           |          | |
| 5. Juni 2008  | 8    | ITU Triathlon Worldcup                           | Vancouver      | 02:13:55 | |
| 30. Aug. 2007 | 3    | ITU Triathlon U23 World Championships            | Hamburg        | 02:02:40 | Triathlon-Weltmeisterschaft U23 |
| 12. Aug. 2007 | 4    | ITU Triathlon Team World Championships           | Tiszaújváros   |          | Weltmeisterschaft in der Teamwertung – zusammen mit Margit Vanek und Zsófia Tóth (3 × 250 m Schwimmen, 6,67 km Radfahren und 1,67 km Laufen) |
| 21. Juli 2007 | 2    | ETU Triathlon European Championship U23          | Kuopio         | 02:05:57 | Zweite bei der U23-Europameisterschaft |
| 7. Aug. 2004  | 1    | HUN Triathlon National Championship Junior Women | Fadd           | 01:02:29 | |
| 21. Juni 2003 | 6    | ETU Triathlon European Championship Junior Women | Karlsbad       | 01:10:11 | Junioren-Europameisterschaft |
| 6. Juli 2002  | 7    | ETU Triathlon European Championship Junior Women | Győr           | 01:09:22 | Triathlon-Europameisterschaft Junioren |

| Datum/Jahr    | Rang | Wettbewerb                                      | Austragungsort | Zeit     | Bemerkung                                                                          |
| ------------- | ---- | ----------------------------------------------- | -------------- | -------- | ---------------------------------------------------------------------------------- |
| 30. Mai 2004  | 1    | ITU Duathlon World Championship Junior Women    | Geel           | 01:01:28 | Duathlon-Weltmeisterin bei den Junioren                                            |
| 25. Okt. 2003 | 1    | ETU Duathlon European Championship Junior Women | Varallo Sesia  | 01:04:57 | Duathlon-Europameisterin Junioren (5 km Laufen, 20 km Radfahren und 2,5 km Laufen) |